# Tour de Flandes 1921
El Tour de Flandes 1921 es la 5.ª edición del Tour de Flandes. La carrera se disputó el 13 de marzo de 1921, con inicio y final en Gante después de un recorrido de 262 kilómetros. 
El vencedor final fue el belga René Vermandel, que se impuso al esprint en su llegada a Gante a sus compañeros de fuga. Jules Van Hevel, vencedor de 1920, fue segundo, mientras que Louis Budts acabó tercero.

## Clasificación final
|    | Ciclista             | Equipo         | Tiempo     |
| -- | -------------------- | -------------- | ---------- |
| 1  | René Vermandel       |                | 9h 56' 00" |
| 2  | Jules Van Hevel      | Bianchi-Dunlop | m. t.      |
| 3  | Louis Budts          |                | m. t.      |
| 4  | Albert Dejonghe      |                | m. t.      |
| 5  | Louis Mottiat        | Alcyon         | m. t.      |
| 6  | John van Ruysseveldt |                | m. t.      |
| 7  | Oscar Voet           |                | + 150 m    |
| 8  | Arthur Claerhout     |                | + 2' 30"   |
| 9  | Adolphe Coppez       |                | + 5' 30"   |
| 10 | Jules Masselis       |                | + 9' 25"   |